# Adam Walker (physicien)
Pour les articles homonymes, voir Adam Walker et Walker.
Adam Walker, né vers 1731 dans le Westmorland et mort à Richemond le 11 février 1821, est un physicien britannique.